# Pepper
Pepper es una banda procedente de Kailua-Kona, Hawái, aunque fijaron su residencia más tarde en Southern California, y formada en 1997. Es una banda principalmente de reggae aunque mezclan géneros como el dub, punk pop o rock en general.

## Historia
La banda, tras ganarse una importante reputación en su Hawái natal a base de conciertos en fiestas privadas, garajes y bares locales, logró en el año 2000 captar el interés de Volcom Entertainment para que les produjese su primer material, el demo Give'n It, combinando su ska y reggae con dancehall, hip-hop y pop. Este disco les proporcionó cierto éxito y como consecuencia fueron incluidos en el cartel del prestigioso Warped Tour de 2001.
Tras su gira por todo el país con el Warped y recorrer la zona de San Diego y Santa Bárbara, Pepper se convirtió en una de las bandas habituales de la escena surf y skate de la zona. Reclutaron al productor Steve Kravac (Less Than Jake, MXPX) y entraron en el estudio de Volcom para la grabación de su primer larga duración, el álbum Kona Town lanzado en 2002. El álbum continuó con su sonido hawaiano y la emisora angelina KROQ-FM comenzó a poner el sencillo "Give It Up", que logró un relativo éxito en el panorama musical alternativo y entre el público en general gracias, en parte, a su videoclip (donde la banda crea mediante el ordenador a una explosiva mujer).
Durante 2003 y 2004 Pepper continuó basándose en sus extensas giras y en aquella ocasión incluyeron conciertos con 311 o Snoop Dogg. Además participaron en el aniversario del cumpleaños de Bob Marley o el festival de música de San Diego "Street Scene". En 2004 lanzaron In with the Old, su último álbum de estudio con Volcom.
En el verano de 2006 la banda volvió a marcharse de gira con 311 y con los legendarios The Wailers. También participaron en el Jagermeister Musictour, festival de los licores Jägermeister, durante el mes de diciembre de ese mismo año. Unos meses antes, en octubre, la banda fichó por una multinacional, Atlantic, y lanza su segundo álbum de estudio, No Shame, producido por músicos como Nick Hexum de 311, Tony Kanal de No Doubt y el productor de Sublime Paul Leary. El sencillo promocional fue "No Control".
En 2007 la banda lanzó un recopilatorio de caras-b y actuaciones en vivo titulado To Da Max, y participaron nuevamente en el Warped Tour de ese mismo año. El 2008 lanzaron el álbum titulado Pink Crustacean's and Good Vibrations mediante su propio sello, LAW Records.

## Discografía

### Álbumes
- Give'n It - 2000 Cornerstone Ras Inc. (relanzado por Law Records en 2003)
- Kona Town - 2002 Volcom Entertainment
- In with the Old - 2004 Volcom Entertainment
- No Shame - 2006 Law Records
- To Da Max - 2007 Law Records
- Pink Crustaceans and Good Vibrations - 2008 Law Records
- Pepper - 2013 Law Records

### Sencillos
| Año  | Canción              | US Hot 100 | U.S. Modern Rock | U.S. Mainstream Rock | Álbum       |
| ---- | -------------------- | ---------- | ---------------- | -------------------- | ----------- |
| 2005 | "Give It Up"         | —          | 34               | —                    | Kona Town   |
| 2006 | "No Control"         | —          | 19               | —                    | No Shame    |
| 2007 | "Your Face"          | —          | —                | —                    | No Shame    |
| 2010 | "Wake Up"            | —          | —                | —                    | Stitches EP |
| 2010 | "Mirror"             | —          | —                | —                    | Stitches EP |
| 2013 | "FKARND (All Night)" | —          | 21               | —                    | Pepper      |
| 2013 | "Hunny Girl"         | —          | —                | —                    | Pepper      |